# Joakim Levin
Anders Joakim Levin, född 1973, är en svensk affärsman och före detta musiker. 

## Biografi
Joakim Levin blev ett känt namn inom svensk punk som trummis i bandet Räserbajs, där han var med från 1993 till 1995. Mellan 1994 och 1997 var han också medlem i De Lyckliga Kompisarna (DLK), som lades på is 1997.
Levin har på senare år gjort sig känd inom ett helt annat gebit, nämligen som affärsman i jeansindustrin. Tillsammans med före detta hustrun Maria Erixon är han grundare till jeansmärket Nudie, som grundades 2001 och snabbt blev en stor framgång. Han var vd för bolaget fram till mars 2008, då han lämnade vd-posten för att istället bli arbetande styrelseordförande.. Nudie Jeans omsatte 300 miljoner kronor år 2007.
Han är tvillingbror till journalisten och musikern Daniel Levin och har varit gift med Maria Erixon Levin.